# Kirchwaldskopf
Der Kirchwaldskopf oder Heiligenberg ist eine 379,2 m ü. NHN hohe Erhebung des Richelsdorfer Gebirges in den Gemeindegebieten von Gerstungen im thüringischen Wartburgkreis und Herleshausen im hessischen Werra-Meißner-Kreis.

## Geographie

### Lage
Der Kirchwaldskopf liegt im Osten des Richelsdorfer Gebirges zwischen den Gerstungener Ortsteilen Neustädt (Südosten) und Sallmannshausen (Ostsüdosten) sowie den Herleshausener Ortsteilen Unhausen (Nordnordwesten), Breitzbach (Nordnordosten), Nesselröden (Nordosten) und Wommen (Ostnordosten). Seine Gipfelregion und der Südhang gehören zu Gerstungen, überwiegend zur Gemarkung Neustädt, und sein Nordteil zählt zu Herleshausen, hauptsächlich zur Gemarkung Breitzbach.

### Naturräumliche Zuordnung
Der Kirchwaldskopf gehört in der naturräumlichen Haupteinheitengruppe Osthessisches Bergland (Nr. 35), in der Haupteinheit Fulda-Werra-Bergland (357) und in der Untereinheit Solztrotten- und Seulingswald (357.2) zum Naturraum Solztrottenwald (357.21). Die Landschaft leitet nach Norden in den Naturraum Nesselröder Mulde (357.22) über, und nach Osten fällt sie in den Naturraum Neustädt-Hörscheler Werratal (359.13) ab, der in der Haupteinheit Salzunger Werrabergland (359) zur Untereinheit Salzungen-Herleshausener Werratal (359.1) zählt.

### Fließgewässer
Südlich vorbei am Kirchwaldskopf fließt der Hehrtgraben, der nach Durchfließen von Neustädt in den östlich der Erhebung verlaufenden Fulda-Quellfluss Werra mündet. Nördlich vorbei fließt durch Unhausen und Breitzbach der Breitzbach, der in Nesselröden die Nesse speist. Letztere mündet ostnordöstlich des Berges in Wommen in die Werra.

## Name, Geschichte, Nutzung
Der Bergname ist im Messtischblatt von 1854 Der Heiligenberg (ohne Berghöhe). In späteren Karten ist Kirchwaldskopf (mit 379,1 m) zu finden. Moderne Karten sind uneinheitlich in der Benennung. Beide Namen erinnern an ehemalige Besitzverhältnisse, denn der Wald war Eigentum unter anderem der Neustädter Kirchgemeinde. Während der DDR-Zeit lag der Berg im Sperrgebiet; kaum 500 m von der innerdeutschen Grenze entfernt verlief eine Sichtschneise durch den Wald, um das Durchbrechen von Flüchtlingen zu verhindern. Die Gipfelregion und der Südhang des Berges sind bewaldet, der Nordhang wird abgesehen von seinen bewaldeten Hochlagen landwirtschaftlich und der Nordostteil forstwirtschaftlich genutzt.

## Verkehr und Wandern
Nördlich bis ostnordöstlich vorbei am Kirchwaldskopf führt die Bundesstraße 400 durch Unhausen, Breitzbach und Nesselröden nach Wommen zur Anschlussstellen Wommen der über den unteren Teil des Osthangs vom Kirchwaldskopf verlaufenden Bundesautobahn 4; an der Autobahn liegt wenige Kilometer südlich des Berges die Anschlussstelle Gerstungen. Jenseits der A 4 und etwa parallel zu ihr verläuft im Werratal von Wommen durch Neustädt nach Gerstungen die Landesstraße 1021, von der bei Neustädt die Kreisstraße 505 nach Sallmannshausen abzweigt.
Der Osthang des Berges zeigt noch Spuren mittelalterlicher Hohlwege, sie führen zum Ufer der Werra mit der westlich von Sallmannshausen gelegenen Sallmannshäuser Furt und von dort zum Sallmannshäuser Rennsteig, einem Zweigweg des unter anderem durch den Thüringer Wald verlaufenden Rennsteiges.